# Berne
|  | Per a altres significats, vegeu «Berné». |

Berne és una població dels Estats Units a l'estat d'Indiana. Segons el cens del 2000 tenia 4.150 habitants.

## Demografia
Segons el cens del 2000, Berne tenia 4.150 habitants, 1.639 habitatges, i 1.104 famílies. La densitat de població era de 890,2 habitants per km².
Dels 1.639 habitatges en un 32% hi vivien nens de menys de 18 anys, en un 57,5% hi vivien parelles casades, en un 7,7% dones solteres, i en un 32,6% no eren unitats familiars. En el 31,4% dels habitatges hi vivien persones soles el 18,9% de les quals corresponia a persones de 65 anys o més que vivien soles. El nombre mitjà de persones vivint en cada habitatge era de 2,4 i el nombre mitjà de persones que vivien en cada família era de 3,02.
Per edats la població es repartia de la següent manera: un 25,7% tenia menys de 18 anys, un 6,8% entre 18 i 24, un 24,3% entre 25 i 44, un 19,3% de 45 a 60 i un 23,8% 65 anys o més.
L'edat mediana era de 40 anys. Per cada 100 dones de 18 o més anys hi havia 80,5 homes.
La renda mediana per habitatge era de 35.491 $ i la renda mediana per família de 45.670$. Els homes tenien una renda mediana de 31.565 $ mentre que les dones 21.563 $. La renda per capita de la població era de 17.394 $. Entorn de l'1,4% de les famílies i el 3,6% de la població estaven per davall del llindar de pobresa.

## Poblacions més properes
El següent diagrama mostra les poblacions més properes.

## Fills il·lustres
- Richard Royce Schrock (1945 -) químic, Premi Nobel de Química de l'any 2005.